# Walter Drobnitzky

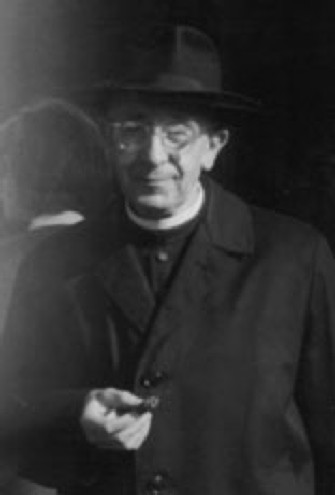
Walter Drobnitzky

Walter Drobnitzky (* 30. März 1900 in Liegnitz; † 22. Januar 1988 in Münster) war ein deutscher evangelisch-lutherischer Pfarrer in Oberschlesien und Westfalen. Als führendes Mitglied und zeitweise Vorsitzender der Hochkirchlichen Vereinigung Augsburgischen Bekenntnisses förderte er in Wort und Schrift die „katholische“ Erneuerung des Protestantismus und war ein Vorreiter der Ökumenischen Bewegung. Er gehörte zu den geschätztesten Mitarbeitern Friedrich Heilers.

## Biografie
Nach dem Theologiestudium in Breslau – wo ihn Joseph Wittig nachhaltig beeinflusste – und in Halle wurde Drobnitzky am 15. Januar 1925 in der Breslauer Magdalenenkirche ordiniert. Im selben Jahr wurde er Pfarrer in Königshütte, danach in Lipiny, beide im seit 1922 polnischen Teil Oberschlesiens. 1931 empfing Drobnitzky durch den 1930 zum Bischof in apostolischer Sukzession geweihten Friedrich Heiler die Priesterweihe. 1935 übernahm er die Pfarrstelle an Valerius Herbergers Kirche Kripplein Christi in Fraustadt. In dieser Zeit wurde die Gestapo wegen seiner hochkirchlichen Aktivitäten auf ihn aufmerksam und lud ihn mehrmals zu Verhören. Am Zweiten Weltkrieg nahm er als Divisionspfarrer teil, zunächst in Frankreich, dann in Russland. 1944 wurde er in Lettland verwundet und kam ins Lazarett nach Herford. Seine Frau hatte mit den vier gemeinsamen Kindern in ihrem Elternhaus in Spenge in Westfalen Zuflucht gefunden. Nach seiner Gesundung wurde die Familie dort wieder vereint. Ende 1945 beauftragte ihn die Leitung der Evangelischen Kirche von Westfalen mit der Seelsorge im Internierungslager Staumühle, wo die britische Militärregierung bis 1948 Führungspersonen des NS-Regimes und andere Kriegsgefangene interniert hatte. Nach der Auflösung des Lagers bekam er die dritte Pfarrstelle der Apostelkirchengemeinde in der Innenstadt von Münster, die er bis zu seiner Emeritierung 1967 innehatte. Ab 1956 war er außerdem Standortpfarrer für die evangelischen Bundeswehrangehörigen in Münster, bis 1960 für diese Aufgabe eine eigene Pfarrstelle geschaffen wurde. Nach seiner Emeritierung wirkte Drobnitzky noch bis 1980 als Seelsorger am psychiatrischen Krankenhaus Marienthal.

## Wirken
Drobnitzky gehörte zu der Theologengeneration, die 1918 das Ende des Landesherrlichen Kirchenregiments miterlebt hatte und nach einer neuen Form und  Verfassung der evangelischen Kirchen suchte.
Mit der Hochkirchlichen Vereinigung, der er bald nach ihrer Gründung 1918 beigetreten war, gab Drobnitzky auf die Verfassungsfrage eine sakramentale Antwort. Die Kirche sei nicht zuerst Gesinnungs- oder gar Volksgemeinschaft, sondern gründe in der Stiftung Jesu Christi, die in der Universalität und Kontinuität des Bischofsamts und in den Sakramenten konkret werde. Diese Sicht von Kirche verband er mit dem Anliegen der spirituellen Intensivierung des persönlichen und gemeindlichen Lebens und der Wiedergewinnung „katholischer“, d. h. gesamtchristlicher Formen in Messe und Stundengebet.
Verschärft stellte sich die Frage nach Wesen und Verfassung der Kirche seit 1933 mit den NS-Gleichschaltungsversuchen in der Person des Reichsbischofs Ludwig Müller und der Deutschen Christen. Während Friedrich Heiler diese Entwicklung von Anfang an kompromisslos ablehnte, befürwortete Drobnitzky zunächst ein diplomatisches und aktiv mitgestaltendes Vorgehen. Noch im Jahr 1933 gab Heiler die Leitung der Hochkirchlichen Vereinigung einvernehmlich an Drobnitzky ab. Dieser strebte ein Treffen mit dem neuen Reichsbischof an, das jedoch nicht zustande kam. Daraufhin formulierte er in einem offenen Brief die Voraussetzungen, unter denen die Hochkirchliche Vereinigung die neue Kirchenleitung anerkennen könne. Die wichtigste war, daß der Herr Reichsbischof sich klar und deutlich trenne von der Reichsleitung der 'Deutschen Christen', insbesondere von deren Reichsleiter, der in erster Linie die Verantwortung für das zerstörende Treiben germanischen Heidentums in der Kirche trägt. Der Brief blieb unbeantwortet.
Waren Heilers und Drobnitzkys Ziele bisher vorrangig die einer innerevangelischen Erneuerung, so brachten die folgenden Jahre einen intensiven Austausch mit römisch-katholischen Theologen, der damals völliges Neuland war. Am ökumenischen Hermsdorfer Gespräch über die Gnadenlehre und die Ekklesiologie (Pfingsten 1934), einer historischen Novität, die u. a. vom Berliner Bischof Nikolaus Bares unterstützt wurde, konnte Drobnitzky nur vorbereitend mitwirken. Es verlief so fruchtbar, dass er und Heiler im Anschluss den Plan einer korporativen Anlehnung der Hochkirchlichen Vereinigung an Rom entwickelten und eine Denkschrift dazu durch Bischof Bares an die Kurie leiteten. Bares starb jedoch kurz darauf, und von Rom aus drang lediglich die Nachricht in die Weltpresse, Heiler wolle zur katholischen Kirche zurückkehren.
Nach dem Krieg und seiner Zeit als Lagerpfarrer in Staumühle (1947–1957) setzte Drobnitzky in Münster seine geistliche und ökumenische Arbeit fort. Trotz seines Pfarramtes blieb er im ehemaligen Gefangenenlager wohnen, bis der letzte Soldat das Lager verlassen hatte. Es war seine Zeit der Buße für die Ursachen des Zweiten Weltkriegs. Die britische Besatzung brachte eine intensive Begegnung mit dem Anglikanismus. Nach der Zeit der Selbstisolation Deutschlands wurden weltweite Kontakte möglich. So bereitete er die dritte Weltkonferenz von Faith and Order in Lund 1952 mit vor. Zu einem liturgischen und ökumenischen Zentrum in Münster wurde die St.-Johannes-Kapelle, in der Drobnitzky am Ersten Advent 1948 den ersten Gottesdienst nach fast anderthalb Jahrhunderten leitete.
Nach jahrzehntelanger Arbeit und Erprobung erschien 1982 das Evangelisch-katholische Stundengebet, das Drobnitzky zusammen mit einem Förderkreis im Anschluss an Vorarbeiten von Friedrich Heiler und Albrecht Volkmann ausschließlich aus Texten der Kirchenväterliteratur zusammengestellt hatte und das heute über die Hochkirchliche Vereinigung zu beziehen ist.

## Schriften (Auswahl)
- Feier der Deutschen Messe oder die Ordnung des Gottesdienstes in den Gemeinden des Augsburgischen Bekenntnisses, 1934.
- mit Oskar Schoefer: Beichtbüchlein für evangelische Christen, 1935.
- als Hrsg.: Augustanabote. Monatsblatt der Hochkirchlichen Vereinigung des Augsburgischen Bekenntnisses, 1935–1941.